# Moiety
No estudo antropológico de parentesco, uma Moiety é um grupo de descendentes que coexiste apenas com um outro grupo de descendência dentro de uma sociedade. Nesses casos, a comunidade geralmente tem escendência unilinear, Patrilinear ou Matrilinear, de modo que qualquer indivíduo pertença a um dos dois grupos de partes por nascimento e todos casamentos ocorrem entre membros de porções opostas. É um sistema exogâmico de clãs, no caso com apenas dois clãs. 
No caso de um sistema de descendência patrilinear, isso pode ser interpretado como um sistema no qual as mulheres são trocadas entre as duas porções. As sociedades de grupos étnicos são encontradas particularmente entre os povos indígenas da América do Norte e da Austrália 